# Peter Thalguter

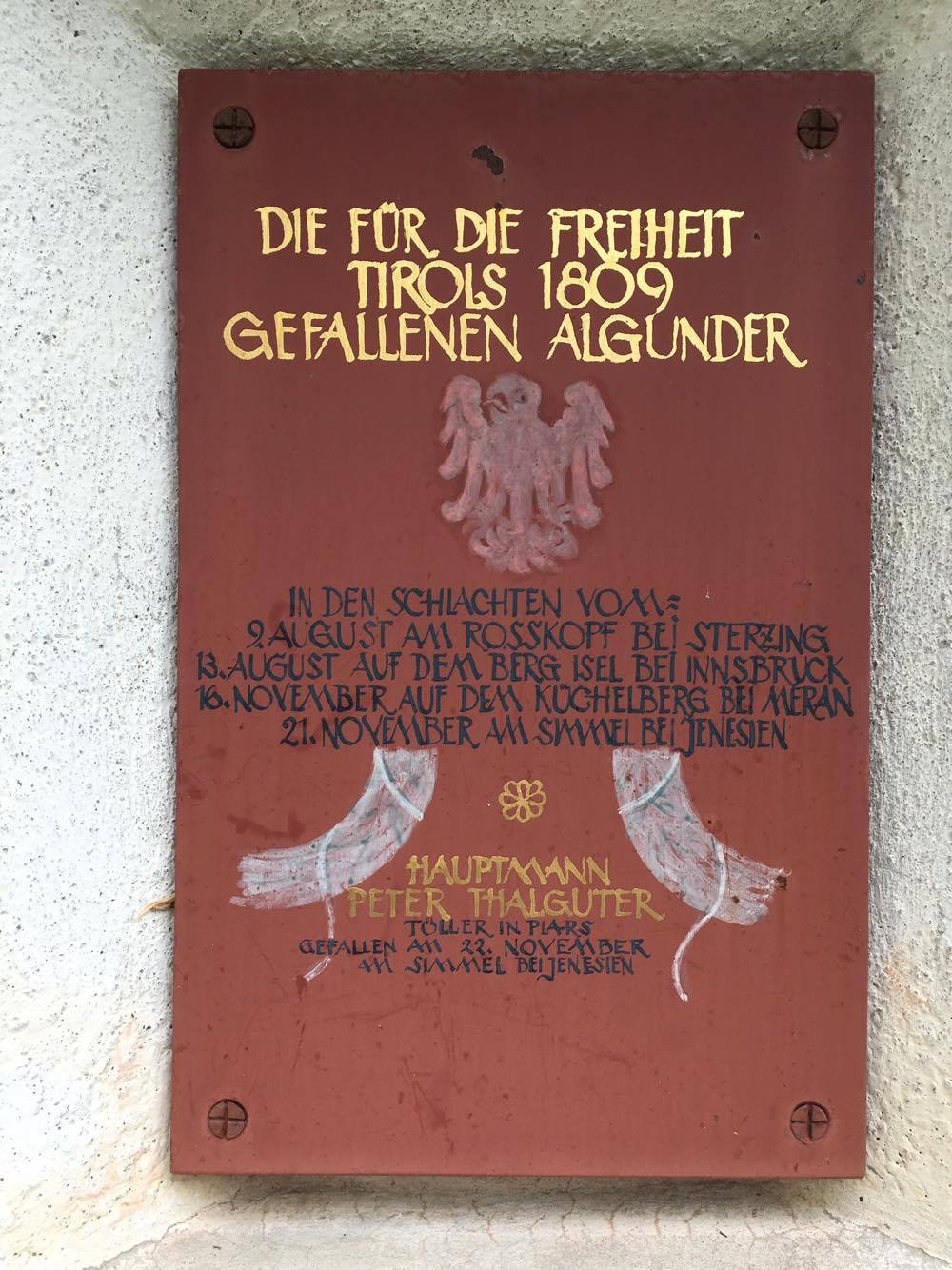
Die Gedenktafel auf der Gedenkstätte von Peter Thalguter.

Peter Thalguter (* 1. Juli 1776 in Algund (Südtirol); † 21. November 1809 bei Jenesien) war ein Algunder Schütze. Er wird als Freiheitskämpfer gesehen. Seine Aktivitäten belaufen sich vor allem auf das Jahr 1809. Er war ein Mitstreiter von Andreas Hofer und zahlreicher weiterer Personen, die als Tiroler Freiheitskämpfer verehrt werden, wie etwa von Josef Speckbacher. Diese versuchten 1809, Tirol von der bayerisch-französischen Besatzung zu befreien.

## Leben
Peter Thalguter sammelte bereits 1796 und 1799 Erfahrungen in der Kriegsführung, da er zusammen mit den Algunder Schützen während der Kriege gegen das revolutionäre Frankreich ins Trentino und in den Vinschgau zog. Besonderen Anteil hatte Thalguter im Mai und im August 1809 bei der zweiten und dritten Bergiselschlacht.
In der Schlacht am Segenbühel im Jahr 1809 kämpfte er als Kommandant der Schützen des Burggrafenamtes und des Vinschgaus gegen die Franzosen, wobei beiden Seiten gleich viele Männer zur Verfügung standen. Thalguter wusste zwar vom Frieden von Schönbrunn zwischen dem Kaiser in Wien und Napoleon, dennoch führte er seinen Plan, die Franzosen besiegen zu wollen, fort. Peter Thalguter verstarb noch im selben Jahr in der Nähe von Jenesien, als er während eines unerwarteten nächtlichen Angriffs von einer feindlichen Kugel getroffen wurde.
Der Tiroler Volksaufstand endete Ende November 1809.

## Gedenken
Jedes Jahr im November findet die traditionelle Gedenkfeier für Peter Thalguter und alle im Jahr 1809 Gefallenen aus Algund, organisiert von der Schützenkompanie Algund und vom Algunder Männerchor, im Alten Dorf von Algund statt. Außerdem wurden das Algunder Vereinshaus und eine Straße zu Ehren von Peter Thalguter benannt.